# أصدقاء فلسطين والشرق الأوسط في حزب العمال
أصدقاء فلسطين والشرق الأوسط العماليون (LFPME) هي مجموعة برلمانية داخل حزب العمال البريطاني تعمل على تعزيز الدعم لفلسطين وتسعى إلى "السلام والعدالة في الشرق الأوسط من خلال تنفيذ القانون الدولي واحترام حقوق الإنسان". تأسست أصدقاء فلسطين والشرق الأوسط في حزب العمال في عام 2009.
وفقًا لموقعهم على الإنترنت، "تدعم منظمة أصدقاء فلسطين والشرق الأوسط في حزب العمال حل الدولتين القابل للتطبيق والذي يوفر العدالة والحرية للشعب الفلسطيني كما دعا إليه الإجماع الدولي الساحق والمنصوص عليه في القانون الدولي وقرارات الأمم المتحدة".

## تاريخ
تأسست منظمة أصدقاء فلسطين والشرق الأوسط العمالية (LFPME) في عام 2009 على يد سارة أبس، وميشيل هاريس، والنائبة فيليس ستاركي، ومارك ماكدونالد، والنائب ريتشارد بيردن، والنائب مارتن لينتون، بناءً على حث جيرالد كوفمان، وهو عضو في البرلمان شارك منذ فترة طويلة في الشؤون الفلسطينية.
شاركت منظمة أصدقاء فلسطين والشرق الأوسط في حزب العمال في الترويج لقرار مجلس العموم غير الملزم الصادر في 13 أكتوبر 2014، والذي أقره 274 صوتًا مقابل 12 صوتًا، والذي يدعو المملكة المتحدة إلى الاعتراف بدولة فلسطين إلى جانب إسرائيل.
تم إعادة تأسيس شركة أصدقاء فلسطين والشرق الأوسط في حزب العمال كشركة محدودة الضمان في عام 2023.
قبل عام 2018، كان رئيس أصدقاء فلسطين والشرق الأوسط في حزب العمال هو النائب جراهام موريس، ونائب الرئيس هو النائب آندي سلوتر. من عام 2018 إلى عام 2020، ترأستها النائبة ليزا ناندي، ثم جولي إليوت حتى استقالتها من البرلمان في عام 2024. في عام 2025، أصبحت النائبة سارة أوين والنائب أندرو بيكس رئيسين مشاركين. كانت الراحلة جو كوكس من المؤيدين، وكذلك زعيم حزب العمال السابق جيريمي كوربين.

## أعضاء البرلمان الحاليين
وفي البرلمان الحالي المؤيدين هم:
- ديبي إبراهيمز - أولدهام شرق وسادلورث
- روشانارا علي - بيتنال غرين و ستيفني
- طاهر علي - برمنغهام هول غرين وموسلي
- مايك إيمسبري - رونكورن وهيلسبي ( (تستقالة من منصب النائب) )
- (فلور أندرسون) - بوتني
- أليكس بولينجر - هيلسوين
- (بولا باركر) - ليفربول وافترري
- أسبانا بيغوم - البوبلار و ليمهاوس (الصفاد سحب) (مُسحب من العصا)
- السير كريس براينت - روندا و أوجمور
- ريتشارد بورجون - ليدز إيست
- (داون باتلر) - برنت شرق
- إيان بيرن - ليبربول غرب ديربي
- ليام بيرن - برمنغهام هودج هيل و سوليهول نورث
- سارة كامبيون - روثرام
- نيل كويل - برموندسي و ساوثوارك القديمة
- جينيت دابي - لويشام شرق
- مارشا دي كوردوفا - باتيرسي
- تان ديسي - سلوغ
- فلورنس إيشالومي - فوكس هول وكامبرويل غرين
- فيكي فوكسكروفت - لويشام نورث
- (ماري كيلي فوي) - مدينة ديرهام
- (باري غاردينر) برنت ويست
- بريت كاور جيل - برمنغهام إدغباستون
- (ماري جليندون) - نيوكاسل على تاين شرق ووالساند
- أندرو غين - جورتون و دينتون (المكافأة معلقة) (المكسر معلق)
- رايتشل هوبكنز - لوتون جنوب و جنوب بيدفوردشاير
- روپا هوك - إيلينغ سنترال وأكتون
- عمران حسين - برادفورد شرق
- السيدة ديانا جونسون - كينغستون على هول نورث وكوتينغهام
- كيم جونسون - ليفربول ريفرسايد
- (روث جونز) - نيوبورت ويست وإيسلوين
- أفصل خان - مانشستر رشولمي
- ستيفن كينوك أبيرافان ماستيغ
- إيان لافري - بليث وأشينغتون
- كيم ليد بيتر - وادي سبن
- إيما لويل-بوك - ساوث شيلدز
- شبانة محمود - برمنغهام ليديوود
- سيدة مالهوترا - فيلثام وهستون
- راشيل ماسكل - يورك سنترال
- كيري ماكارثي - بريستول شرق
- أندي ماكدونالد - ميدلزبرو و ثورنابي شرق
- جون مكدونيل - هايز وهارلينغتون (الصفاد سحب) (مُسحب من العصا)
- نافيدو مشرا - ستوكبورت
- ستيفن مورغان - بورتسموث الجنوبي
- (غراهام موريس) - (إيسينغتون)
- تشي اونوراه - نيوكاسل على تاين المركزي والغربي
- كيت أوزبورن - جارو و غيتسهيد شرق
- سارة أوين - لوتون الشمالي
- ياسمين قريشي - بولتون جنوب و ووكدن
- بيل ريبيرو-اددي - كلافام وبريكستون هيل
- ناز شاه - برادفورد ويست
- مايكل شانكس - روثرغلن
- (آندي سلاتر) - هامرزميث وشيسويك
- جيف سميث - مانشستر ويتنجتون
- (ويس ستريتينغ) - (إلفورد نورث)
- زارا سلطانا - كوفنتري جنوب (الصفاد سحب) (مُسحب من العصا)
- (جارث توماس) - هاررو ويست
- إيميلي ثورنبيري - إيسلينغتون الجنوبي و فينسبري
- السير ستيفن تيمز - إست هام
- دان توملينسون - تشيبينغ بارنيت
- (فاليري فاس) - والسال وبلوكسويش
- ناديا ويتوم - نوتينغهام شرق

## الأعضاء 2019–2024
في برلمان 2019-2024، كان الأعضاء هم:
- ديبي إبراهيمز - أولدهام شرق وسادلورث
- روشانارا علي - بيتنال غرين و بو
- طاهر علي - برمنغهام هول غرين
- جوناثان اشورث - ليسستر الجنوبي
- (بولا باركر) - ليفربول وافترري
- أسبانا بيغوم - البوبلار و ليمهاوس
- بول بلومفيلد - شيفيلد سنترال
- (بن برادشو) - إيكستر
- كريس براينت - روندا
- ريتشارد بورجون - ليدز إيست
- " (داون باتلر) " - "برنت سنترال"
- إيان بيرن - ليبربول غرب ديربي
- ليام بيرن - برمنغهام هودج هيل
- سارة كامبيون - روثرام
- أليكس كنينجام - ستوكتون نورث
- وين ديفيد - كيرفيلي
- مارشا دي كوردوفا - باتيرسي
- تان ديسي - سلوغ
- جولي إليوت - سندرلاند سنترال
- فلورنس إيشالومي - فوكس هول
- فيكي فوكسكروفت - لويشام ديبتفورد
- (ماري كيلي فوي) - مدينة ديرهام
- بريت كاور جيل - برمنغهام إدغباستون
- (ماري جليندون) - شمال تينسايد
- أندرو غين - دينتون و ريدش
- كيت هولرن - بلاكبورن
- راشيل هوبكنز - لوتون الجنوبي
- روپا هوك - إيلينغ سنترال وأكتون
- عمران حسين - برادفورد شرق
- كيم جونسون - ليفربول ريفرسايد
- (روث جونز) - نيوبورت ويست
- أفصل خان - مانشستر جورتون
- ستيفن كينوك - أبيرافون
- إيان لافري - وانسبك
- كيم ليد بيتر - باتلي وسبين
- إيما لويل-بوك - ساوث شيلدز
- شبانة محمود - برمنغهام ليديوود
- سيدة مالهوترا - فيلثام وهستون
- راشيل ماسكل - يورك سنترال
- كيري ماكارثي - بريستول شرق
- جون مكدونيل - هايز وهارلينغتون
- إيان ميرنز - غيتسهيد
- نافيدو مشرا - ستوكبورت
- ستيفن مورغان - بورتسموث الجنوبي
- (غراهام موريس) - (إيسينغتون)
- كيت أوزبورن - جارو
- سارة أوين - لوتون الشمالي
- ياسمين قريشي - بولتون جنوب شرق
- بيل ريبيرو-اددي - ستريتام
- لويد راسل-مويل - برايتون كمبتاون
- ناز شاه - برادفورد ويست
- مايكل شانكس - روثرغلن وهاميلتون ويست
- (آندي سلاتر) - هامرزميث
- جيف سميث - مانشستر ويتنجتون
- (ويس ستريتينغ) - (إلفورد نورث)
- زارا سلطانا - كوفنتري جنوب
- سام تاري - إيلفورد الجنوبي
- (جارث توماس) - هاررو ويست
- ستيفن تيمز - إست هام
- (فاليري فاس) - والسال جنوب
- (آلان وايتهيد) - اختبار ساوثهامبتون
- ناديا ويتوم - نوتينغهام شرق
- أندي ماكدونالد - ميدلزبرو

## الأعضاء حتى عام 2019
حتى عام 2019، كان الأعضاء البرلمانيون للمجموعة هم:
| النائب          | الحي الانتخابي              |
| --------------- | --------------------------- |
| ديان أبوت       | (هكني نورث)                 |
| ديبي إبراهيمز   | أولدهام شرق وسادلورث        |
| روشانارا علي    | بيتنال غرين                 |
| جوناثان اشورث   | لستر الجنوبي                |
| كلايف بيتس      | شيفيلد، أتيركليف            |
| بول بلومفيلد    | شيفيلد سنترال               |
| لين براون       | ويست هام                    |
| كريس براينت     | (روونددا)                   |
| كارين باك       | شمال وستمنستر               |
| ريتشارد بورجون  | ليدز شرق                    |
| (داون باتلر)    | برنت المركزي                |
| ليام بيرن       | برمنغهام هودج هيل           |
| (روث كادبري)    | برنتفورد وإيسلورث           |
| سارة بطلة       | روثرام                      |
| جيريمي كوربين   | إيسلينغتون الشمالي          |
| نيل كويل        | برموندسي و ساوثوارك القديمة |
| أليكس كنينجام   | ستوكتون الشمالي             |
| ثانجام ديبوناير | بريسطو الجنوبي              |
| ستيفن دويتي     | جنوب كارديف وبرنت           |
| بيتر دوود       | (بوتل)                      |
| جاك درومي       | برمنغهام إردينغتون          |
| أنجيلا إيجل     | (والاسي)                    |
| كلايف إيففورد   | إلتهام                      |
| جولي إليوت      | سندرلاند سنترال             |
| بيل إسترسون     | سيفتون المركزي              |

| النائب          | الحي الانتخابي                 |
| --------------- | ------------------------------ |
| كولين فليتشر    | كوفنتري شمال شرق               |
| فيكي فوكسكروفت  | لويشام ديبتفورد                |
| (ماري جليندون)  | شمال تينسايد                   |
| ليلين جرينوود   | نوتينغهام الجنوبية             |
| (نيا غريفيث)    | لانيلي                         |
| لويز هاي        | شيفيلد هيلي                    |
| فابيان هاملتون  | ليدز شمال شرق                  |
| كارولين هاريس   | سوانسيا شرق                    |
| شارون هودجسون   | غيتسهيد شرق وواشنطن غرب        |
| كيت هولرن       | بلاكبرن                        |
| جورج هوارت      | (نوكسلي الشمالي و (سيفتون شرق) |
| روپا هوك        | (إيلينغ سنترال) و (آكتون)      |
| عمران حسين      | برادفورد شرق                   |
| ديانا جونسون    | كينغستون على هول نورث          |
| جيرالد جونز     | ميرثير تيدفيل وريمني           |
| أفصل خان        | مانشستر جورتون                 |
| ستيفن كينوك     | أبرافون                        |
| ديفيد لامي      | توتنهام                        |
| إيان لافري      | وانسبيك                        |
| توني لويد       | روتشديل                        |
| ريبيكا لونغ بيل | سالفورد وإيكلز                 |
| هولي لينش       | (هاليفاكس)                     |
| شبانة محمود     | برمنغهام، ليديوود              |
| كريس ماتيسون    | مدينة تشستر                    |
| رايتشل ماسكل    | " يورك سنترال "                |
| كيري ماكارثي    | بريستل شرق                     |

| النائب           | الحي الانتخابي            |
| ---------------- | ------------------------- |
| أندي ماكدونالد   | (ميدلزبرو)                |
| جون مكدونيل      | هايز و هارلينغتون         |
| كونور ماكغين     | سانت هيلينز شمالي         |
| (غراهام موريس)   | إيسينغتون                 |
| إيان موراي       | جنوب إدنبره               |
| ليزا نندي        | ويغان                     |
| كيت أوسامور      | إدمونتون                  |
| (ماثيو بينيكوك)  | غرينويش                   |
| تيريزا بيرس      | إريت وتيمس ميد            |
| توبي بيركنز      | تشسترفيلد                 |
| بريدجيت فيلبيسون | هوتون وساندر لاند جنوب    |
| ياسمين قريشي     | بولتون جنوب شرق           |
| أنجيلا راينر     | أشتون تحت ليم             |
| كريستينا ريس     | (نيث)                     |
| (مارى ريمر)      | سانت هيلينز جنوب و ويستون |
| جيفري روبنسون    | كوفنتري شمال شرق          |
| ناز شاه          | برادفورد ويست             |
| فيريندر شرما     | (إيلنج ساوتال)            |
| (باري شيرمان)    | هدرسفيلد                  |
| طيور الحنفسة     | هامبستيد و كيلبورن        |
| (آندي سلاتر)     | هامرزميث                  |
| كات سميث         | لانكستر و فليتوود         |
| نيك سميث         | بلينوا غوينت              |
| (اوين سميث)      | بونتيبريد                 |
| كير ستارمر       | هولبورن و سانت بانكراس    |
| جو ستيفنز        | مركز كارديف               |

| عضو البرلمان      | الدائرة الانتخابية         |
| ----------------- | -------------------------- |
| ويس ستريتنج       | إلفورد الشمالية            |
| غراهام سترينجر    | بلاكلي وبروتون             |
| مارك تامي         | ألين وديسايد               |
| جاريث توماس       | هاروو ويست                 |
| نيك توماس سيموندز | تورفاين                    |
| إميلي ثورنبيري    | إزلنجتون الجنوبية وفينسبري |
| ستيفن تيمز        | إيست هام                   |
| جون تريكت         | هيمسورث                    |
| كارل تيرنر        | كينغستون أبون هال الشرقية  |
| ديريك تويج        | هالتون                     |
| فاليري فاز        | والسال الجنوبية            |
| آلان وايتهايد     | ساوثهامبتون، اختبار        |
| كاثرين ويست       | هورنسي وود جرين            |
| روزي وينترتون     | دونكاستر سنترال            |
| دانيال زيشنر      | كامبريدج                   |

## روابط خارجية
- الموقع الرسمي